# Pod božími oknami
Pod božími oknami – drugi album słowackiej grupy folkowej Hrdza, zawierającym 15 piosenek, a do tego dwa bonusy i wideoklip.

## Lista utworów
1. „Ráno” – 0:42
2. „Pod božími oknami” – 3:50
3. „Na horách býva” – 3:29
4. „A tam hore dve jablone” – 3:24
5. „Ket ja na Toriśe noški umivala” – 3:51
6. „Červené vínečko” – 3:52
7. „A poňižej Keľemeśa, Kolčova” – 3:48
8. „U koso de odak” – 4:40
9. „Brigitte” – 3:11
10. „Povedzže mi, mamo” – 2:44
11. „Jarná” – 3:27
12. „Pôjdem ja robiť do Ameriky” – 3:13
13. „Mamko moja” – 4:02
14. „Zbojnícka” – 3:35
15. „A zase doma” – 0:56
16. „A tam hore dve jablone (zremiksowane przez the Ullanbatar Crew)” – 3:01
17. „Na horách býva (zremiksowane przez The NET)” – 4:07

Album zawiera również wideoklip do piosenki Na horách býva.

## Twórcy
- Veronika Rabadová – śpiew
- Slavomír Gibarti – śpiew, gitary akustyczne i elektryczne, perkusja
- Anton Potočňák – skrzypce, altówka, chórki
- Pavol Boleš – akordeon, gitara basowa, śpiew
- Marek Szarvaš – perkusja, chórki
- Lukáš Maťufka – djembe, darbuka, drumla, chór, śpiew